# Казачье-Рудченское
Каза́чье-Рудченское — хутор в Борисовском районе Белгородской области. Входит в состав Грузчанского сельского поселения.
Расположен на правом, северном, берегу реки Лозовая (устар. Казачья Рудка, верхнего притока реки Ворскла) напротив устья реки Казачок и села (бывшей слободы) Сотницкого Казачка, расположенных на левой, укр. стороне реки Лозовая. Ниже по течению на правом, русском её берегу расположен хутор Лозовая Рудка.
По речке Лозовая проходит госграница России и Украины.

## География
Хутор расположен недалеко от районного центра — Борисовки. 
Ближайшим российским нп является Цаповка (Белгородская область), расположенная юго-восточнее.
Часовой пояс
Хутор Казачье-Рудченское, как и вся Белгородская область, находится в часовой зоне МСК (московское время). Смещение применяемого времени относительно UTC составляет +3:00.

## История
- В 1940 году, перед ВОВ, в Новой Ру́дке, расположенной восточнее на берегу р. Лозовой (Курская область РСФСР), были 43 двора и колхоз,[1] постройки которого находились на противоположном, южном берегу реки Лозовой, в Харьковской области УССР.
- После ВОВ Новая Рудка была присоединена к Казачьей Рудке и получили они название Казачье-Рудченское.
- В 19.. году Новая Рудка стала нежилой.

## Происхождение названия
В 1860-х годах село было подписано на военно-топографических картах Шуберта как «Кановенки».
Хутор был назван по фамилии владельца — Кановенко; затем был назван по старому названию реки — Казачья Рудка (ныне Лозовая; гидронимическая версия происхождения названия).

## Население
| 2002 | 2010 |
| ---- | ---- |
| 19   | ↘5   |